# Edward Dillon
Edward Dillon (1 de enero de 1879 – 11 de julio de 1933) fue un actor, director y guionista cinematográfico de nacionalidad estadounidense, activo  en la época del cine mudo. 
Nacido en la ciudad de Nueva York, actuó en un total de 327 filmes entre 1905 y 1932. Además, dirigió 134 producciones desde 1913 a 1926.
Edward Dillon falleció en Hollywood, California, en 1933, a causa de un infarto agudo de miocardio. Tenía 54 años de edad. Su hermano era el también actor John T. Dillon.

## Selección de su filmografía
- After Many Years (1908)
- The Fugitive (1910)
- A Flash of Light (1910)
- In the Border States (1910)
- The Miser's Heart (1911)
- A Country Cupid (1911)
- Enoch Arden (1911)
- Priscilla and the Umbrella (1911)
- Priscilla's April Fool Joke (1911)
- The Lonedale Operator (1911)
- What Shall We Do with Our Old? (1911)
- The Informer (1912)
- Blind Love (1912)
- The Spirit Awakened (1912)
- A Voice from the Deep (1912)
- For His Son (1912)
- The Old Bookkeeper (1912)
- An Indian's Loyalty (1913)
- The Mothering Heart (1913)
- Red Hicks Defies the World (1913)
- Broken Ways (1913)
- Love in an Apartment Hotel (1913)
- Fatty and Minnie He-Haw (1914)
- Shotguns That Kick (1914)
- Fatty's Wine Party (1914)
- Fatty's Jonah Day (1914)
- An Incompetent Hero (1914)
- Lovers' Post Office (1914)
- Those Happy Days (1914)
- The Sky Pirate (1914)
- Fatty and the Heiress (1914)
- The Alarm (1914)
- Judith of Bethulia (1914)
- A Daughter of the Poor (1917)
- Iron Man (1931)